# فولا
فولا: (باليونانية:Βούλα)، (بالإنجليزية:Voula)، مدينة يونانية ومركز لبلدية تقع في جنوب وسط البلاد وهي تقع ضمن مقاطعة آتيكا الشرقية التي تتبع إدارياً لإقليم آتيكا الإداري.

## الموقع والسكان
تقع المدينة على ساحل الخليج الساروني على مسافة (17) كم إلى الجنوب من العاصمة اليونانية أثينا، وتعتبر من إحدى الضواحي الجنوبية لأثينا على الرغم من أنها لا تشكل جزءاً من مقاطعة أثينا، بل تتبع إدارياً مقاطعة آتيكا الشرقية، ولكنها تقع على الحد الفاصل بين هاتين المقاطعتين.
تحدها من الشمال غليفاذا، من الشرق فاري، من الجنوب فولياغميني، ومن الغرب الخليج الساروني.
يبلغ عدد سكان المدينة حوالي (31) ألف نسمة (تقديرات 2005)، وكان هذا العدد حوالي (26) ألف نسمة حسب (التعداد العام للسكان لعام 2001)، وبالتالي تكون ثاني أكبر مدينة في مقاطعة آتيكا الشرقية بعد أخارنيس.

## التسمية والتاريخ
يعني اسم المدينة فولا (Voula) في اللغة اليونانية الـبقعة أو الـموضع.
أما تاريخ المدينة فهو يعود لعدة عقود من الزمن عندما شهدت الأرض التي كانت منذ القديم منطقة ريفية قريبة من أثينا نهضة عمرانية وخاصة بعد الحرب العالمية الثانية وخلال الستينيات من القرن المنصرم حيث أصبحت جزءاً من المنطقة العمرانية الكبرى لأثينا.

## متفرقات
- تعتبر المدينة أكثر مناطق آتيكا الشرقية كثافة سكانية إذ تبلغ (3,500) نسمة/كم2.
- تعتبر من المناطق السكنية مرتفعة الثمن في منطقة أثينا بسبب موقعها الجميل بين ساحل البحر ومرتفعات هيميتوس.
- ترتبط المدينة مع أثينا عبر جادة فولياغمينيس (Vouliagmenis)، وترتبط مع المطار عبر طريق سريع يلتف خلف جبل هيميتوس.

## وصلات خارجية
- موقع المدينة الرسمي